# Гай Марцій Фігул
Гай Марцій Фігул (лат. Gaius Marcius Figulus; д/н —після 155 до н. е.) — політичний, державний та військовий діяч Римської республіки, консул 162 і 156 років до н. е. 

## Життєпис
Походив з патриціанського роду Марціїв. Син Гая Марція Фігула. Про молоді роки немає відомостей. 
У 169 році до н. е. став претором. Тоді точилася Третя Македонська війна. Отримавши військо Фігул рушив через Беотію до Фессалії. Тут він з'єднався з консулом Квінтом Марцієм Філіпом. Після цього при підтримці родоського флоту захопив місто Іракліон, втім спроби взяти міста Фесалоніки та Антигонею виявилися марними. Тоді Фігул спустошив навколишню місцевість. після цього вирішив атакувати важливе місто Касандрополь. Марцію Фігулу на допомогу прийшли пергамські та віфінські війська. Але усі спроби захопити місто були невдалими.
Тоді Фігул очолив римський флот, з яким захопив місто Іолк та Деметріаду. На зиму з флотом підійшов до Орейї (о. Евбея). У 168 році до н. е. передав флот Гнею Октавію.
У 162 році до н. е. його обрано консулом разом з Публієм Корнелієм Сципіоном Назікою Коркулом. Фігул вирушив до Цізальпійської Галлії, яку жереб надав йому як провінцію. Проте, через декілька днів Тиберій Семпроній Гракх виявив, що вибори проводилися всупереч гаданню по птахам і анулював їх результат.
У 156 році до н. е. вдруге обрано консулом, цього разу разом з Луцієм Корнелієм Лентулом Лупом. Отримав як провінцію Іллірію, де воював проти племені далматів. Після тривалої й запеклої боротьби зумів захопити їхню столицю — Далміній. Про подальшу долю нічого невідомо.

## Родина
- Гай Марцій Фігул, відомий правник